# 皺

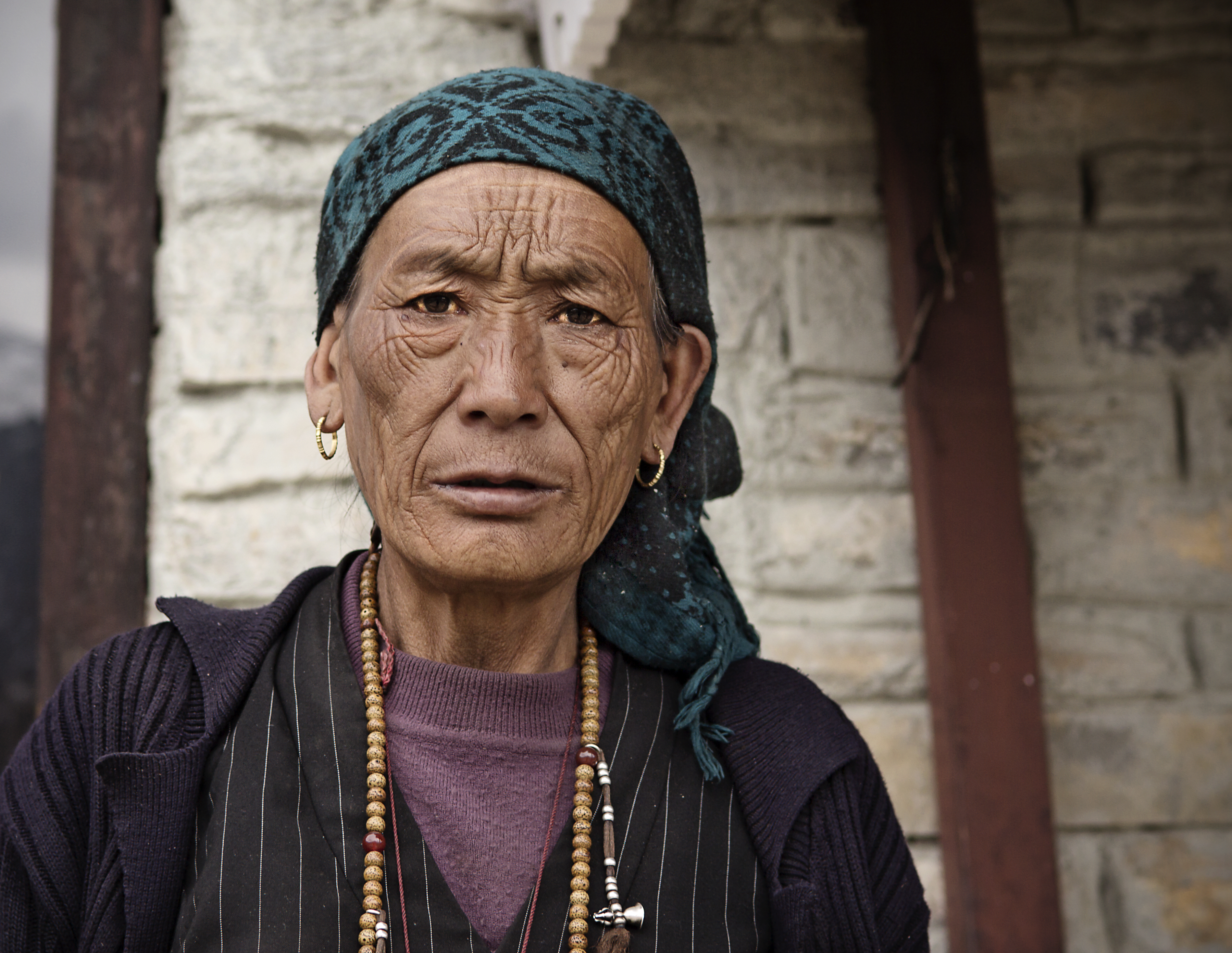
顔にシワのあるネパールの高齢女性。

皺（しわ、シワ、英: wrinkle、rhytide）は、皮膚や布のような滑らかな表面にできた、折り目、ひだ、隆起のことである。皮膚上の線は特に「シワ」と称されることが多い。皮膚のシワは典型的には老化過程であり、光による損傷や糖化反応、睡眠姿勢の習慣、体重減少の結果、あるいは一時的に長時間浸水したことで表れる。また表情の習慣、喫煙、潤いの不足、その他様々な要因によって促される。
レチノイド（ビタミンA誘導体）のトレチノインは、小ジワ・荒いシワを含む老化の兆候を改善する。シワにヒアルロン酸の注入剤、眉間のシワにボツリヌストキシンの注射（ボトックス注射）が米国で承認されている。グリセリンやヒアルロン酸など保湿剤は乾燥性の小ジワを目立たなくする。日本で医薬部外品の効能として「乾燥による小じわを目立たなくする」や、2016年以降「シワを改善する」の効能でニールワン 、レチノール（ビタミンA）、ナイアシンアミド（ニコチン酸アミド）が承認されてきた。

## しわ
皮膚上の線は特に「シワ」と称される。幅、深さが1 mm未満であれば小ジワであり、それ以上は粗いシワとされる。角質層の保水性が低下すると俗にちりめん（縮緬）シワと呼ばれる細かなシワ、小ジワができ、これは目の下や目尻にできやすい。紫外線によって繊維芽細胞が老化すると真皮ジワができる。
また、ちりめんシワは皮膚が弛緩することで生じ、線状シワは目尻や額に生じ、図形シワは頬にひし形などで生じる。ほかにも表情シワは表情が現れたときに生じ、一方、固定シワは無表情の場合にも出ているシワである。顔のたるみによって生じる折り目もシワと呼ばれる。
加齢と共に生じる全体的な皮膚変化としては、全体的に薄くなり、ハリがなくなり、特に顔、首、関節部にシワが生じてくる。屋外労働者など、紫外線を受ける部位では特に顕著で光老化と呼ばれる。
しわ自体の発生率について2008年の調査ではデータが見つからず、（日差しが強い）オーストラリアの30歳未満の男性の72%、女性の47%に中等度から重度の光損傷があり、また日光角化症と皮膚がんに関連していることがわかった。白人ではしわが多く生じ、黒人では光損傷の報告はほとんどなく、アジアの人種では白人より酷いシワではないが50歳頃から目立ち始め、フランス人に比較して中国人ではシワの発生は10年遅い。閉経後の女性のホルモンのエストロゲンの分泌減少は、シワを発生させ、ホルモン補充療法を受けていた場合に有意に少ない。
喫煙者の重度のシワのリスクは短期間喫煙していたものの2倍以上である。

### 老化
シワの形成は皮膚の繊維症の一種である。誤修復蓄積老化理論は、弾性繊維とコラーゲン繊維の傷が不完全に修復されることでシワの形成が進むことを示している。伸張が繰り返され、皮膚の細胞外繊維が傷つき、破損した弾性繊維やコラーゲン繊維の一部は変化した繊維に置き換えられる。しわの改善で見た目年齢は10歳以上若返るとも言われている。

### 睡眠じわ
睡眠時のシワは、睡眠中に顔が枕やベッド・敷布団に圧迫されて生じ、強化されていく。これは表情筋によるシワとは異なる。表情ジワと同様、シワの原因となっている睡眠姿勢の習慣が変わらなければ、睡眠ジワは深くなり永久的になることがある。

## ふやけ

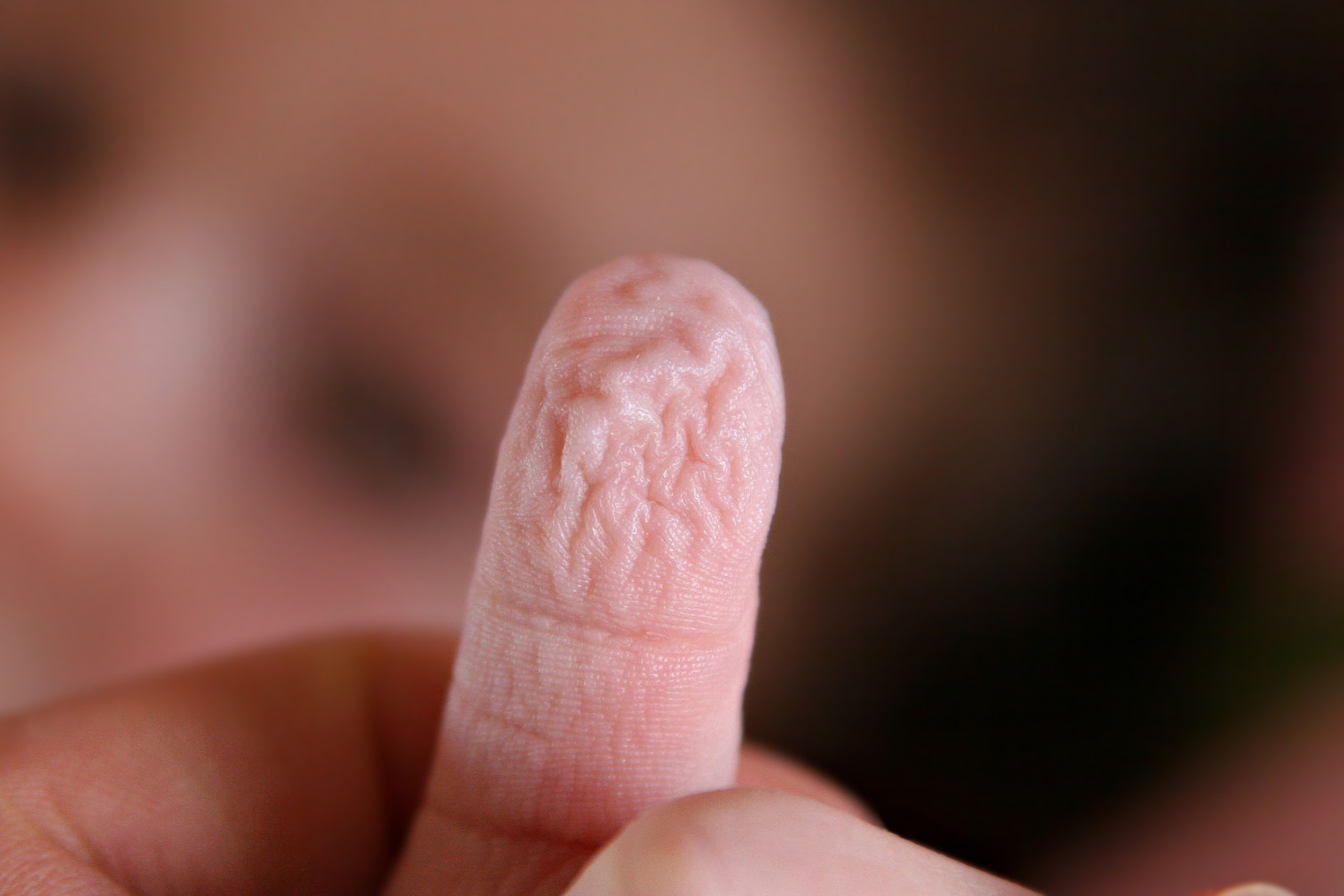
長風呂によってふやけた指。

水浸によるシワは一時的である。この変化は、漂母皮化と呼ばれる。漂母とは、水中でわたを打つ漂（洗濯）を仕事とする人の意である。ふやけるよう進化した理由は、水面下の物を掴みやすくするためである。ふやける際には、神経系の制御によって皮膚の上層がわずかに膨張し、同時に下層が収縮する。20℃（68℉）程度の低温では、ふやけるのに最大10分、40℃（104℉）程度のぬるま湯では約3.5分でふやけはじめる。
21世紀初頭では血管収縮に関連しているとされる。水が電解質のバランスを変化させ、血管が収縮し皮膚の下の水分量が減少し、シワを生じさせる。
1935年までの一般的な説明ではケラチンのある上皮が吸水したというものであった。しかし、1935年以降のルイスとピカリングによる研究で、正中神経麻痺の患者にふやけが生じないため神経系が必要な役割を果たしていることが判明した。2003年には、水に浸すと指先の毛細血管が萎むことが研究から判明している。また、血管を一時的に収縮させる局所麻酔クリームを指先に塗った場合もふやけることから血管収縮による制御も行われていることがわかっている。

## 治療
レチノイド（ビタミンA誘導体）のトレチノインは、1980年代後半から研究が活発となり、6か月後には小じわ・荒いシワ、色素沈着やたるみを改善しており、より長期のランダム化比較試験も存在する。日焼け止めを併用することが推奨され、トレチノインの副作用として紅斑や皮膚炎を生じることがある。
ヒアルロン酸の注入剤は、米国で21歳以上の人のシワへの使用が承認されている。グリセリンなどの保湿剤は乾燥性の小ジワ（ちりめんジワ）を防ぐと考えられているが、ヒアルロン酸も化粧品に多用される成分である。
ボツリヌストキシンの注射（ボトックス注射）は、表情筋の収縮を妨げ、米国では成人の眉間のシワに承認されている。外用成分としてペプチドのアセチルヘキサペプチド-3（アルジルリン）はよく使われており、これはボトックスの作用を模倣した成分である。
医薬部外品としてシワ改善の効能表示が認可された美白有効成分
- ニールワン（NEI-L1） - 好中球エステラーゼに対する阻害作用があり、シワ測定解析装置を使い偽薬と比較して、シワは6週間時点で改善傾向、12週間時点で有意な改善が見られた[11]。
- レチノール（ビタミンA）、ナイアシンアミド（ニコチン酸アミド）[12]

日本では、1985年に医薬部外品の「小じわ」の効能が削除されて以降、評価のためのガイドラインを作成し、再び2011年より「乾燥による小じわを目立たなくする」という医薬部外品の効能表示が承認され、その後「シワを改善する」という効能のための評価法のガイドラインを作成し、2016年より承認されてきた。欧州にはEU化粧品指令に anti-wrinkle product（抗シワ製品）が設けられており、韓国では化粧品法で「皮膚のシワ改善を助ける製品」という機能性化粧品が認められている。
レチノールについては皮膚刺激が少ない成分も注目されている。エスティローダーは2018年の国際皮膚科学調査会議にて、レチノールの皮膚刺激性や光学的な不安定性は化粧品に使用するための欠点だとし、こうした点が改良されたヒドロキシピナコロンレチノアートを説明した。レチノイドと構造的類似性のない植物成分のバクチオールがレチノール様の遺伝子発現を誘導し、シワと色素沈着が減少することが確認されている。レーザーやレチノールのようではなく、より肌に負担をかけないナチュラル志向により2019年には各メーカーがバクチオールを成分に採用するようになった。
乾燥による小ジワでは、のべ892人の男女で、化粧水、美容液、乳液、洗顔など全45種類の化粧品を、シワ評価のガイドラインに従って半顔に塗るようランダムに割り当てし分析した結果、肌が潤いやすい夏には効果は表れにくいが、夏以外では角質水分量が増加するとシワが改善することが示された。
アンチエイジング化粧品によく使われているペプチド、パルミトイルペンタペプチド-4（マトリキシル）や銅ペプチドGHK-Cuはコラーゲンの生成を促すとされる。2016年のレビューは、成長因子（TGFを含む）や幹細胞を用いた化粧品はランダム化比較試験による証拠が欠けているとしている。ランダム化比較試験で、マイクロニードリングと幹細胞培養液（成長因子が分泌されている）の併用は、マイクロニードリングのみ（と生理食塩水）よりも、シワと色素沈着を有意に改善（被験者25人・ヒト幹細胞・10週）、シワと毛穴（48人・ヒト羊膜幹細胞・8週）を改善した。
2017年の調査では、顔に軽度から中等度のシワのある人々で半顔比較試験を行ったランダム化比較試験が6件見つかり、CO2レーザーはEr:YAGレーザーよりも有効で、逆に副作用ではEr:YAGの方が良好であった。
2008年の調査では、ケミカルピーリングで改善するかについての証拠はないが、紅斑が生じるリスクはあるとした。